# 信濃ブルワリー
信濃ブルワリー (しなのブルワリー) は、かつて長野県上水内郡信濃町に存在していた地ビール工場兼レストランである。

## 概要
長野県長野市にある中華料理店を経営している株式会社蕃龍が長野県信濃町に設立した地ビール製造部門でありブランドであった。
工場にはレストランが併設されていたが2012年に経営譲渡され消滅。濾過や熱処理を行っていない3種のエール、1種のスタウト、1種のラガーを醸造していた。

## 沿革
- 1996年
  - 3月12日 醸造内免許取得
  - 9月20日 醸造本免許取得
  - 11月7日 出荷開始
- 1998年
  - 11月4日 醸造過程において排出されるモルト粕を利用した「ビールモルトパン」が完成。
- 2000年
  - 12月22日 モルト粕をペースト状にした食品（モルトファイバーフード）の製法特許を取得。
- 2010年
  - 9月30日 新設分割により新設する蕃龍株式会社に対して株式会社蕃龍の飲食店業に関する権利義務を承継させ、同時に地ビール製造部門およびレストランを閉鎖。
- 2012年
  - 埼玉県の麻原酒造に経営を譲渡し黒姫ブルワリーに改称。
  - 麻原酒造は、2013年12月20日に越生ブリュワリーにてビール製造免許を取得し、醸造設備はすべて越生ブリュワリーへ移転した。

### 銘柄
すべて販売終了している。
- 信濃エール shinano ale (pale ale)
- マウンテンエール mountain ale (amber ale)
- ドラゴンエール dragon ale (dark ale)
- 黒姫スタウト kurohime stout (stout)
- 雪中麦酒 せっちゅうばくしゅ snow lager (lager) 夏季限定ビール、真冬に醸造し熟成させたラガービール。

## 受賞歴
- 1998年 マウンテンエール 通販生活　第1回　「全国地ビールイチ押しコンクール」にて全国154銘柄中1位を獲得
- 1999年 ドラゴンエール ジャパンビアフェスティバル99’アメリカンエール部門にて銀賞受賞
- 2000年 雪中麦酒 ジャパンビアフェスティバル00’アメリカンラガー部門にて銀賞受賞
- 2000年 ドラゴンエール ジャパンビアグランプリにて銀賞受賞

## 所在地
- 長野県上水内郡信濃町大字野尻字上山桑2121-2

## 交通
- 上信越自動車道信濃町インターチェンジから車で、約3分。